# Cordia watsonii
Cordia watsonii är en strävbladig växtart som beskrevs av N. E. Rose och Vasey et Rose. Cordia watsonii ingår i släktet Cordia, och familjen strävbladiga växter. Inga underarter finns listade i Catalogue of Life.